# 藪野続久
藪野 続久（やぶの つづく）は、日本の漫画家。以前は都築信也（つづき のぶや）と名乗っていた。

## 受賞歴
- 約束なら…（まんがカレッジ 1999年?月期 努力賞）※都築信也名義
- VASSARA!!!（小学館新人コミック大賞 第46回（2000年前期） 少年部門 佳作） ※都築信也名義

## 作品

### 連載
- DRUNKARD SWORD（週刊少年サンデー超2003年9月号 - 2003年11月号、小学館） ※都築信也名義
- LOST+BRAIN（作画：大谷アキラ、週刊少年サンデー2008年2・3合併号 - 2008年31号、小学館、全3巻）
- マナゴコロ（コミックフラッパー2010年7月号 - 2011年7月号、メディアファクトリー、全2巻）
- 和妻師・一蝶（グランドジャンプ2011年創刊2号 - 2012年創刊24号、集英社、全3巻）

### 読切
- 楽園争奪戦!!!（週刊少年サンデー超2003年2月25日号、小学館） ※都築信也名義
- 大江戸GROOVY MAGIC（週刊少年サンデー超2003年5月25日号、小学館） ※都築信也名義
- Let's 轟音 Boy（週刊少年サンデー超2003年6月25日号、小学館） ※都築信也名義
- マジックギャンブル伝 ペイド（週刊少年サンデー超2004年6月25日号、小学館） ※都築信也名義
- 石澤の慎さん（週刊少年サンデー2005年4・5合併号、小学館） ※都築信也名義

## 師匠
- 満田拓也

## アシスタント仲間
- クリスタルな洋介（小笠原真のところでのアシスタント時代の後輩）

## その他
- 小笠原真（ヘルプアシスタントとして働いていた）